# Anders Gustavsson (etnolog)
Anders Karl Gustav Gustavsson, född den 7 december 1940 i Tegneby församling, Göteborgs och Bohus län, är en svensk professor emeritus i etnologi.

## Biografi
Gustavsson föddes på gården Hogen i Tegneby i en familj som ville att han skulle ta över gården. Han hade dock andra planer och studerade vid Lunds universitet till en teologie kandidat 1964 och en filosofie magister 1965.
Han disputerade 1972 på en avhandling om kyrktagningsseden i Sverige. 1973 blev han docent och 1980 ledare för Centrum för religionsetnologisk forskning vid Lunds universitet. 1987 blev han professor i etnologi vid Uppsala universitet, och 1997 professor i etnologi vid Oslo universitet.
I sin forskning har han bland annat studerat Bohusläns bondekulturer, där han bland annat 2013 gav ut den autoetnografiska boken Bondekultur i möte med akademikerkulturer i Sverige och Norge, där han på ett personligt sätt skildrar mötet mellan bondekulturen på Orust och olika akademiska universitetsmiljöer. Andra forskningsområden är folktro, kulturmöten, gränskultur, gravsymboler, bruk av och avhållsamhet från alkohol, folklivsmåleri med mera.
Han har publicerat böcker om forskning om folkligt fromhetsliv, folklore och sociala kontakter, sommargäster och bofasta samt förtegenhet vid etnologiska intervjuer. Han har också varit utgivare av antologierna Religiösa väckelserörelser i Norden samt Kulturmöten och kulturell förändring: Nutida tysk etnologi.